# Ihlienworth
Ihlienworth [ˌiːli̯ən'vɔ:ʁt] (niederdeutsch Helnnworth) ist eine Gemeinde in der Samtgemeinde Land Hadeln im niedersächsischen Landkreis Cuxhaven.

## Geografie

### Lage

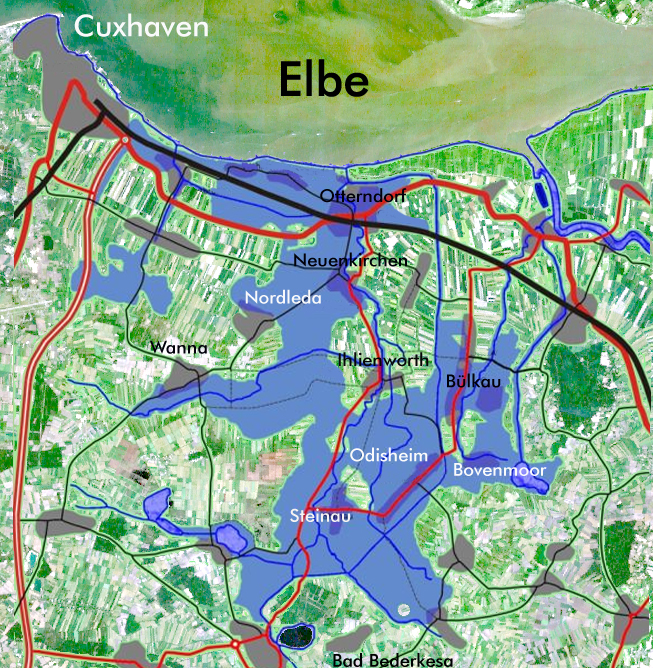
Betroffenes Gebiet bei einer Sturmflut von 4,5 m bei einem Deichbruch am Glameyer-Stack, Otterndorf

Der Ferienort Ihlienworth liegt zwischen Otterndorf und Bad Bederkesa. Nur der Ort Ihlienworth liegt auf einem künstlichen Siedlungshügel (Wurt). Bei den anderen Gemeindeteilen handelt es sich um typische Reihendörfer.
Die Nähe zur Elbmündung und zur Nordsee bringt die Gefahr mit sich, dass im Falle eines Deichbruchs bei einer Sturmflut das 1 m unter NHN liegende Gemeindegebiet zu weiten Teilen überflutet würde. Ein mögliches Szenario wird im Artikel Glameyer-Stack beschrieben.
Die Medem hat ihre Quelle in Ihlienworth und nimmt dort linksseitig die Emmelke auf.

### Gemeindegliederung
- Medemstade
- Mislag
- Oster-Ihlienworth
- Straßdeich
- Wester-Ihlienworth (mit Hasendorf, Mittelteil und Westerende)

### Nachbargemeinden
| Nordleda | Neuenkirchen                                | Osterbruch |
| Wanna    | Kompassrose, die auf Nachbargemeinden zeigt | Bülkau     |
|          | Steinau                                     | Odisheim   |

(Quelle:)

## Geschichte

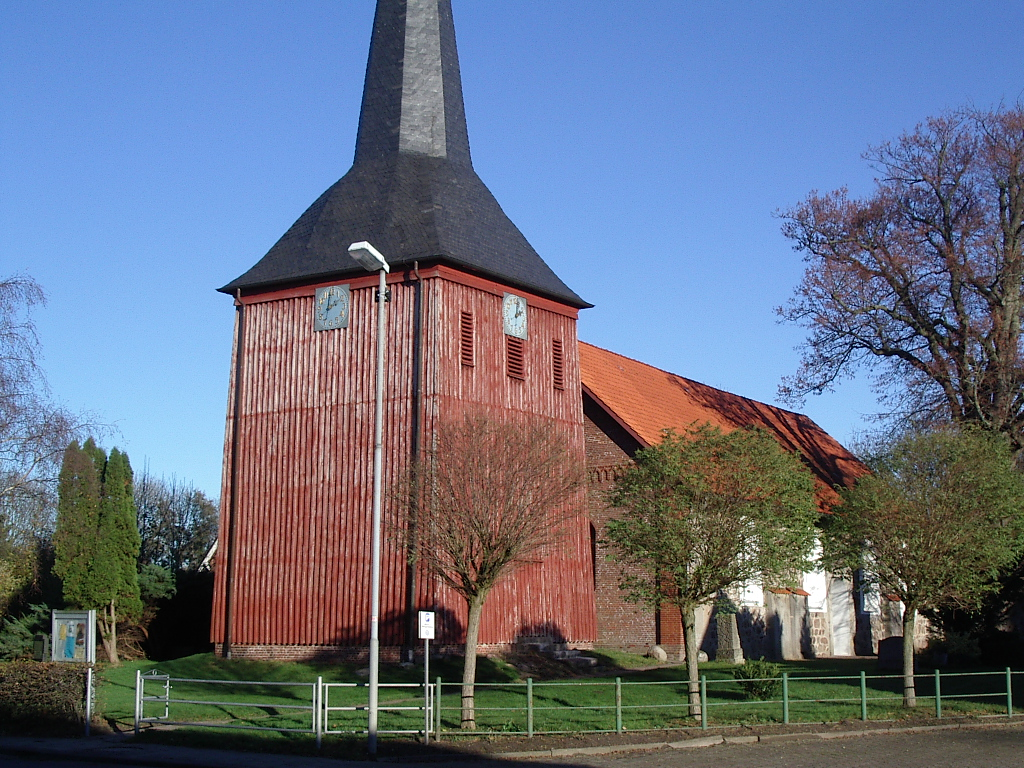
Ihlienworth, St.-Wilhadi-Kirche

Die St.-Wilhadi-Kirche in Ihlienworth gehört zu den ältesten in der Region und ist dem Heiligen Willehad geweiht († 789). Daher wird vermutet, dass der Heilige nach der Unterwerfung der Sachsen durch Karl den Großen hier gepredigt haben könnte. Die erste urkundliche Erwähnung als „Illingstede“ stammt jedoch erst von 1139, wenig später als „Elingewerh“. 1185 wird eine „Holländer Hufe“ an der Emmelke genannt. Anscheinend war die Urbarmachung (Hollerkolonisation) des anmoorigen Hadler Sietlands zu diesem Zeitpunkt schon weitgehend abgeschlossen.
Seit dem Mittelalter war Ihlienworth der Hauptort der „Fünf Kirchspiele“ (ursprünglich die Kirchspiele Ihlienworth, Steinau, Odisheim, Wanna und Süderleda). Nach dem Abbruch der Kapelle in Süderleda gab es zwar nur noch vier Kirchen im Sietland, aber seit 1481 wurde Ihlienworth in die Kirchspiele Oster- und Wester-Ihlienworth eingeteilt. Der Begriff Sietland wurde erst seit dem 18. Jahrhundert gängig.
Da das Sietland sehr vom Wasser abhängig war, hatte jeder Hof eine Flöte, um sich fortzubewegen.
1970 schlossen sich die Gemeinden Ihlienworth, Steinau und Odisheim freiwillig zur Samtgemeinde Sietland zusammen. Zwei Jahre später schloss sich auch die Gemeinde Wanna an. Ihlienworth war der Verwaltungssitz der Samtgemeinde.

### Ortsname
Alte Bezeichnungen des Ortes sind um 1139 Illingstede, 1230 Jlingiworth, 1306 Ilegenworth und 1355 Ilingeworth.
Der Ort Ihlienworth liegt auf einem künstlichen Siedlungshügel. Ursprünglich trug die Siedlung den Namen Ylingi. Als dann die Bezeichnung „-worth“ aufkam, wurden beide Bezeichnungen durcheinander geworfen. Da wir es jedoch mit einem großen Dorf und nicht mit einer Einzelsiedlung zu tun haben, so erhielt sich der Begriff „Ylingi-worth“ statt zu „Ilingawort“ zu werden. Die Grundlage bildet der Personenname des „Ilo“, entweder mit einem zusätzlichen „-ing“ im Sinne von „Siedlung der Sippe des Ilo“ oder „Siedlung des Iling“.

### Einwohnerentwicklung
| Jahr | Einwohner | Quelle |
| ---- | --------- | ------ |
| 1885 | 02044 ¹   | [ 4 ]  |
| 1910 | 01855 ²   | [ 5 ]  |
| 1933 | 1697      | [ 4 ]  |
| 1939 | 1686      | [ 4 ]  |
| 1950 | 3056      | [ 6 ]  |
| 1956 | 2215      | [ 6 ]  |
| 1973 | 2067      | [ 7 ]  |
| 1975 | 01945 ³   | [ 8 ]  |
| 1980 | 01856 ³   | [ 8 ]  |

| Datum | Einwohner | Quelle |
| ----- | --------- | ------ |
| 1985  | 1860 ³    | [ 8 ]  |
| 1990  | 1879 ³    | [ 8 ]  |
| 1995  | 1902 ³    | [ 8 ]  |
| 2000  | 1820 ³    | [ 8 ]  |
| 2005  | 1721 ³    | [ 8 ]  |
| 2010  | 1633 ³    | [ 8 ]  |
| 2015  | 1588 ³    | [ 8 ]  |
| 2020  | 1513 ³    | [ 8 ]  |
| 0     | 0         | 0      |

¹ davon Oster Ihlienworth: 768, Wester Ihlienworth: 1276

² davon Oster Ihlienworth: 666, Wester Ihlienworth: 1189

³ jeweils zum 31. Dezember
|  |

## Politik

### Gemeinderat
Der Rat der Gemeinde Ihlienworth besteht aus elf Ratsfrauen und Ratsherren. Dies ist die festgelegte Anzahl für die Mitgliedsgemeinde einer Samtgemeinde mit einer Einwohnerzahl zwischen 1.001 und 2.000 Einwohnern. Die Ratsmitglieder werden durch eine Kommunalwahl für jeweils fünf Jahre gewählt. Die aktuelle Amtszeit begann am 1. November 2021 und endet am 31. Oktober 2026.
Die letzten Gemeinderatswahlen ergaben folgende Sitzverteilungen:
| Partei | 2021 | 2016 |
| ------ | ---- | ---- |
| CDU    | 6    | 7    |
| SPD    | 4    | 4    |
| Grüne  | 1    | -    |

### Bürgermeister
Der Gemeinderat wählte das Gemeinderatsmitglied Christian Roth (CDU) zum ehrenamtlichen Bürgermeister für die aktuelle Wahlperiode. Seine Stellvertreter sind Manfred Schult (CDU) und Thorsten Unruh (SPD).

### Wappen
Der Entwurf des Kommunalwappens von Ihlienworth stammt von dem Heraldiker und Wappenmaler Albert de Badrihaye, der zahlreiche Wappen im Landkreis Cuxhaven erschaffen hat. Der Gemeinde wurde am 3. Februar 1939 vom damaligen Oberpräsidenten der Provinz Hannover das Recht zur Führung des von dem Bürgermeister nach Anhörung der Gemeinderäte beantragten Wappens verliehen.
| Wappen von Ihlienworth | Blasonierung: „In Silber über grünem Dreiberg ein aus drei schräggekreuzten roten Balken gebildeter Sechsstern.“                                         |
| Wappen von Ihlienworth | Wappenbegründung: Sechsstern als Hagalsrune und Dreiberg als Wurt sollen die, umstrittene, Deutung des Ortsnamens als „heilige Worth“ versinnbildlichen. |

## Kultur und Sehenswürdigkeiten

Der Turm der St.-Wilhadi-Kirche

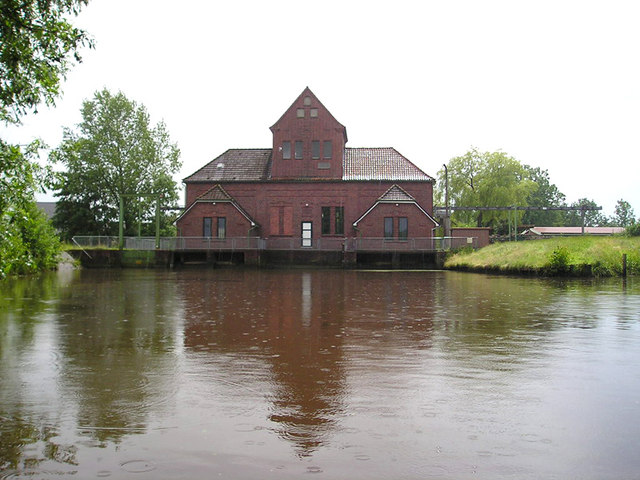
Schöpfwerk Ihlienworth an der Medem

### Bauwerke
- Evangelische St.-Wilhadi-Kirche

Mitten im Ort, auf einer großen Wurt direkt an der Medem, mit eigenem Anleger, da viele Bauern früher mit den Booten zur Kirche kamen, liegt die älteste Kirche im Land Hadeln. Es ist zwar nicht schriftlich belegt, aber es wird aus der Namensgebung geschlossen, dass der Heilige Willehad im 8. Jahrhundert als angelsächsischer Missionar im Land Hadeln das Wort Gottes predigte und erster Bischof in Bremen wurde. Das heutige Aussehen des aus Feldsteinen im romanischen Stil im 13. Jahrhundert erbauten Gebäudes wird vor allem durch die Vergrößerung der Fenster im Jahre 1785 bestimmt. Die Holzdecke, der Chorraum und das Kirchenschiff sind mit Rankenwerk und Familienwappen bemalt und verleihen der Kirche ein Aussehen, wie es bei vielen Kirchen in Hadeln typisch ist. Diese Bemalung wurde vom Kirchenmaler Ebeling nach Mustern des 17. Jahrhunderts in den Jahren 1904/05 restauriert. Bilder aus dem Leben Willehads und des neuen Testamentes zeigt der gotische Flügelaltar aus dem 15. Jahrhundert. Die Kanzel, eine Stiftung von 17 Gemeindemitgliedern aus dem Jahre 1671, wurde 1668 von dem in Hadeln sehr bekannten Otterndorfer Bildschnitzer Jürgen Heydtmann dem Jüngeren angefertigt. Aus dem Jahre 1717 stammt das Taufbecken aus Sandstein mit einer Messingschale. Über die Orgel ist nicht viel bekannt, nur dass das Prospekt aus der Zeit um 1730 stammt und im letzten Jahrhundert erneuert worden ist. Ein für Hadeln typischer Kirchturm, alleinstehender hölzerner Glockenturm, von denen es einige im Kirchspiel gibt, runden das Bild der Kirche ab.
- Schöpfwerk Ihlienworth von 1928 an der Medem
- Hofanlage Dreihausendorf 3 von 1884
- Hofanlage Mislag 21 aus der zweiten Hälfte des 19. Jh. in Fachwerk
- Hofanlage Medemstade 51 von 1856
- Hofanlage Medemstade 55 von 1835 bzw. 1852

### Kunst- und Umweltprojekte
- 2004 startete unter der Schirmherrschaft des niedersächsischen Umweltministers Hans-Heinrich Sander in Ihlienworth das Projekt „RE-ART ONe“. In einem ehemaligen Recyclingwerk wurden unter der Leitung des Heidelberger Konzeptkünstlers Samuel J. Fleiner Werke von 35 Künstlern aus zwölf Ländern gezeigt, die Kunst aus Abfallmaterialien (Arte Povera und Recyclingkunst) herstellen. Diese Ausstellung wurde 2005 als weltweit erstes Kunstprojekt in der UN-Dekade Bildung für Nachhaltigkeit ausgezeichnet. In der Folge wurde die Kunstschau deutscher Beitrag beim Weltumwelttag in San Francisco und war dort mehrere Monate in der City Hall ausgestellt. Anschließend wurde sie erste Kunstausstellung im neuen Umweltbundesamt in Dessau und wurde dann von der Umweltorganisation der Vereinten Nationen (UNEP) nach Nairobi, Kenia, eingeladen. Zwischenzeitlich ist sie auf 50 Künstler aus 15 Ländern angewachsen. In Nairobi war die Ausstellung 2006 in der Main Lobby der United Nations Offices Nairobi (UNON) ausgestellt. Die Eröffnung wurde von Klaus Töpfer zusammen mit der kenianischen Friedensnobelpreisträgerin Wangari Muta Maathai und der Leiterin der UN-Habitat Anna Tibaijuka vorgenommen. Insgesamt zählte man über 30.000 Besucher. RE-ART ONe wurde 2008 als deutscher Beitrag beim Festival „Dubai Summer Surprise“ gezeigt. Die Eröffnungszeremonie wurde vom Umweltminister der Vereinigten Arabischen Emirate (UAE) H. E. Dr. Rashid Ahmed Bin Fahad und dem stellvertretenden Generalkonsul der Bundesrepublik Deutschland und Kulturattaché Hans-Burkhard Sauerteig durchgeführt. Große Medienresonanz: Insgesamt sechs Fernsehsender, ein gutes Dutzend Pressefotografen und Radio Arabia berichteten von der Eröffnung.
- 2007 gab es mit „Kunst im Klimawandel“ und 2009 mit „Arte Sustenibile UNO“ Folgeprojekte dieser erfolgreichen Ausstellung. „Arte Sustenibile UNO“ steht unter der Schirmherrschaft der Deutschen UNESCO-Kommission sowie des Umweltministers von Niedersachsen Hans-Heinrich Sander und der Umweltministerin von Baden-Württemberg Tanja Gönner und macht den Begriff Nachhaltigkeit zu einer Erfahrung aus erster Hand. „Arte Sustenibile UNO“ war ebenfalls im Umweltbundesamt ausgestellt und zudem kulturelles Begleitprogramm der UNESCO Weltkonferenz Bildung für Nachhaltige Entwicklung in Bonn. Die Ausstellung war außerdem u. a. in der Bundeskunsthalle und im Umweltbundesamt zu sehen und wurde damit zum Projekt im Dialog Nachhaltigkeit der Bundesregierung.

### Regelmäßige Veranstaltungen
Jährliche Feste:
- Sietländer Kahnfest
- Holzmarkt

## Wirtschaft und Infrastruktur

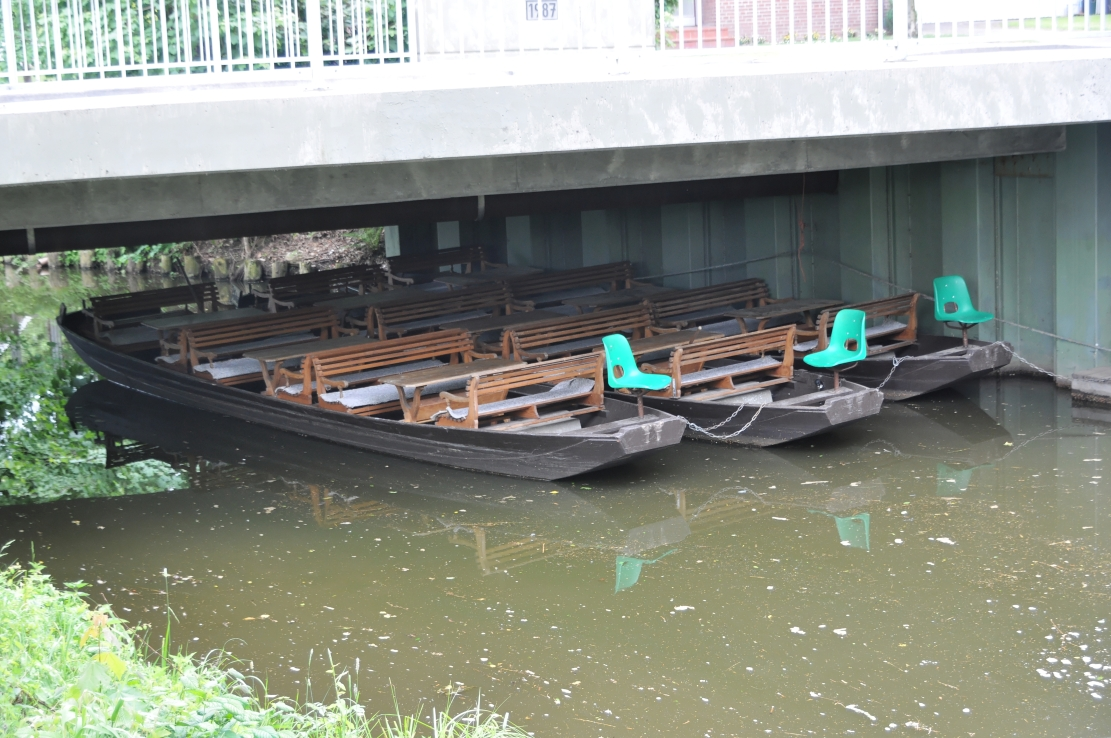
Ausflugskahn für die Fahrten auf der Medem

Ihlienworth nimmt i. S. der regionalen Raumordnung die Funktion eines Grundzentrums war.
Touristisch von Bedeutung ist der Wassertourismus auf dem Medem und anderen Gewässern; dazu zählen Kahnfahrten, Bootstouren, Kanutouren und Angeln.

## Persönlichkeiten

### Söhne und Töchter der Gemeinde
- Gustav Stille (1845–1920), Landarzt und Schriftsteller
- Heinrich Küver (1889–1983), Politiker (DHP/DP) und Mitglied des Niedersächsischen Landtages
- Georg Arp (1890–1945), Gastwirt, Tankwart, Vieh-, Korn-, Mehlhändler
- Johannes Nintzel, einer der letzten Milchfuhrmänner auf dem Wasser (Medem)
- Klaus Messer (1907–1942), Jurist
- Emil Schmalfuß (* 1946), Jurist, Politiker (parteilos) und von 2009 bis 2012 Minister für Justiz, Gleichstellung und Integration des Landes Schleswig-Holstein

### Personen, die mit der Gemeinde in Verbindung stehen
- Carl Langhein (1872–1941), Maler und Grafiker; die Prof. Carl Langhein Stiftung, die 1999 von Carl Langheins Urenkel, dem in Otterndorf geborenen Hamburger Notar Gerd H. Langhein (1956–2015) in Otterndorf gegründet wurde, unterstützt verschiedene Ausstellungen, Kunstprojekte und kulturelle Vorhaben u. a. in Ihlienworth
- Else von Bonin (1874–1952), Ehefrau des preußischen Verwaltungsjuristen und Landrates Ernst von Troschke, sie starb in Ihlienworth
- Heinrich Böse (1783–1867), Zuckerfabrikant und Hauptmann des Freiwilligen Bremischen Jäger-Korps, er gründete Mitte des 19. Jahrhunderts u. a. mit dem Schultheiß aus Ihlienworth einen Hilfsverein, um die Not durch wiederholt eintretende Überschwemmungen im Hadler Sietland zu lindern
- Hilke Tiedemann alias Hilly Martinek (* 1977), Drehbuchautorin und Buchautorin, sie wuchs in Ihlienworth auf

## Sagen und Legenden
Auf 32 Stationen des Hadler Sagenweges werden die Sagen des Landes Hadeln dargestellt.
- Die hillige Wurt
- Die Hexenfahrt
- Der Goeshof

(Quelle:)